# Vidablick, Ronneby
Vidablick är en vårdanläggning i Ronneby som uppfördes under 1960-talet och består av en högdel i form av ett punkthus och en tillhörande lågdel i högst två våningar i form av lamellhus. Fasaden på anläggningens ursprungliga är utförd i ett tidstypiskt mörkbrunt tegel. Anläggningen har i början av 2000-talet kompletterats med nya lägre byggnadsdelar i ett något ljusare tegel och taktäckning av falsade takplåtar. Även det ursprungliga punkthuset renoverades som då fick nya balkonger.